# Фони ту Лау (1919 – 1947)
„Фони ту Лау“ (на гръцки: «Φωνή του Λαού», в превод Глас на народа) е гръцки вестник, издаван в град Лерин (Флорина), Гърция с прекъсвания от 1919 до 1947 година.

## История
Вестникът започва да излиза в 1919 година. Негов издател е пенсионираният начален инспектор от Битоля, родом от Струмица, Константинос Йоанидис. Администратор на вестника за периода 1919 - 1930 година е Димитриос Цонкос и след това - Симеон Станоис. Вестникът излиза в периодите 1919-1922, 1924-1933 и 1945-1947 година. Политически е част от широката десница, подкрепяйки Народната партия.